# Eyja- og Miklaholtshreppur
Eyja- og Miklaholtshreppur – gmina na Islandii, w regionie Vesturland, w południowo-wschodniej części półwyspu Snæfellsnes, na wybrzeżu Zatoki Faxa. Na południu obejmuje podmokłą nadmorską równinę, a na północy - pasma górskie sięgające 950–1050 m n.p.m. Wschodnia granica gminy przebiega wzdłuż rzeki Haffjarðará i brzegu jeziora Oddastaðavatn. Gmina jest słabo zaludniona - na początku 2018 roku zamieszkiwało ją 129 osób. W gminie brak jest większych miejscowości.

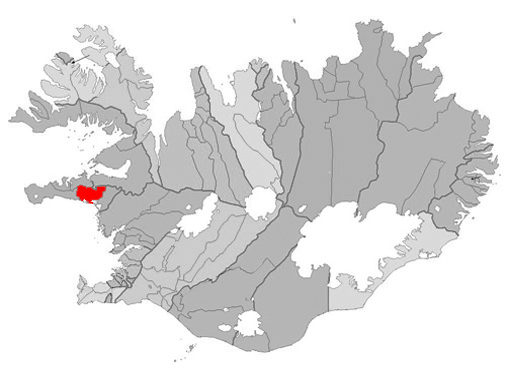
Położenie gminy Eyja- og Miklaholtshreppur na mapie administracyjnej kraju

Przez gminę prowadzi droga nr 54 łącząca drogę nr 1 w okolicach Borgarnes z zachodnią częścią półwyspu (gminą Snæfellsbær).
Gmina powstała w 1994 roku z połączenia dwóch gmin: Eyjarhreppur i Miklaholtshreppur.